# Hyperolius camerunensis
Hyperolius camerunensis là một loài ếch thuộc họ Hyperoliidae.
Đây là loài đặc hữu của Cameroon.
Môi trường sống tự nhiên của chúng là vùng núi ẩm nhiệt đới hoặc cận nhiệt đới, sông ngòi, và rừng trước đây suy thoái nghiêm trọng.